# Golgi (Mondkrater)
Golgi ist ein sehr kleiner Einschlagkrater auf der nordwestlichen Mondvorderseite in der Ebene des Oceanus Procellarum, nördlich des Kraters Schiaparelli und östlich von Briggs.
Östlich von Golgi liegt die Höhenrücken der Dorsa Burnet.
Der Krater wurde 1976 von der IAU nach dem italienischen Mediziner und Nobelpreisträger Camillo Golgi offiziell benannt.